# Xzibit
Alvin Nathaniel Joiner IV. (18. září 1974, Detroit, Michigan), známější pod přezdívkou Xzibit, je americký rapper, herec a moderátor. Mezi jeho nejúspěšnější alba patří Restless (2000) a Man vs. Machine (2002), největšími hity jsou What U See is What U Get a X. Hrál ve filmech jako např. 8 Mile, American Violet a Akta X: Chci uvěřit. Rovněž se podílel na moderování pořadu Pimp My Ride (v České republice známý jako Vyšperkuj mi káru) vysílaném na MTV.

## Biografie a kariéra

### Dětství
Narodil se v Detroitu ve státě Michigan. Zde také vyrůstal až do svých devíti let, kdy mu tragicky zemřela matka. Po této tragédii se celá rodina odstěhovala z Michiganu a jejich novým domovem se stalo Nové Mexiko. Jeho otec se zde podruhé oženil. Malý Alvin zde začal psát své první rýmy a jeho tvorba je o to originálnější, že skládá bez vlivu rapu. V patnácti letech odešel po konfliktech s rodinou z domu. Alvin se dostává na ulici a začíná prodávat drogy.

### Počátky kariéry (1992-1994)
Kvůli drogám a porušování zákona je v době své rané dospělosti vyhoštěn ze státu. To Xzibitovi nevadilo, protože jeho snem vždy bylo bydlet v Kalifornii, kde by mohl rozvinout svojí hudební kariéru, a tak se za uspořené peníze z drog stěhuje do Kalifornie. Mr. X to the Z, jak se také Xzibitovi říká, začíná na začátku roku 1992 spolupracovat s producenty Pen One a Broadway, kteří ho později seznámili s Da Alkaholikz. Na začátku jeho rozvíjející se kariéry vznikl track Freestyle Ghetto.

### At da Speed of Life a 40 Dayz & 40 Nightz (1995-1999)
V roce 1995 se objevil Xzibit jako host na albu Tha Alkaholiks - Coast II Coast. Po pár úspěšných písních podepsal smlouvu u Loud Records a už bylo jen otázkou času, kdy vydá své první album. Ten čas nastal zhruba v polovině roku 1996, kdy vydal svůj debut At da Speed of Life. Na albu se objevily skvělé singly, mezi nejlepší určitě patří Foundation a Paparazzi. Na albu spolupracovali jako hosté např. J-Ro (Da Alkaholikz), King Tee a jeho skupina Usual Suspects. O beaty na albu se podělilo více zvučných jmen jako DJ Muggs (Cypress Hill) a E-Swift (Da Alkaholikz), kteří udělali z Xzibitova debutu jedno z nejlepších dlouhohrajících alb roku. Na další album se čekalo dva roky, uzřelo světlo světa v roce 1998. Album neslo název 40 Dayz & 40 Nightz. Ačkoliv byla laťka prvního alba nastavena vysoko, toto album nezklamalo a dalo by se říct, že minimálně vyrovnalo výkon alba z roku 1996. Povedený track What U See Iz What U Get ukazuje, proč bylo album platinové. Na albu mimo jiné hostoval i Method Man.

### Restless a Man vs. Machine (2000-2003)
Třetí album vyšlo opět po dvou letech odmlky, ale trochu se zpožděním, protože Xzibit spolupracoval s Dr. Drem na Eminemově desce, kde se všichni tři společně se Snoop Doggem a Nate Doggem sešli v songu Bitch Please II. Xzibitovo album se jmenovalo Restless a vyšlo v roce 2000. Xzibit sice změnil producenta, kterým se stal Dr. Dre, ale album plné očekávání fanoušky trošku zklamalo. Důvodem bylo, že album nedokázalo navázat na předchozí úspěchy. Paradoxně navzdory tomu, že se na albu objevil např. Dr. Dre, Eminem, Nate Dogg, Snoop Dogg, Eric Sermon a KRS One. Poté Mr. X to the Z vydal DVD Restless Xposed, které se setkalo s velkým ohlasem fanoušků.
Dále se Xzibit začal angažovat i ve světě filmu. Objevil se ve snímku Tha Eastsidaz, společně s Dr. Dre a Snoop Doggem ve filmu The Wash a měl krátkou roli i v Eminemově filmu 8 Mile.
Znovu po dvou letech, jak už je u Xzibita zvykem, vydává v roce 2002 album Man vs. Machine. Tentokrát již album vyšlo u Columbia Records a producentské práce se chopil Dr. Dre a dále také Rockwilder, Eminem a DJ Premier. Jako hosté se objevili Xzibitovi staří přátelé Dr. Dre, Eminem, Nate a Snoop Dogg a partička M.O.P.. Překvapivě se na albu neobjevili Da Alkaholikz. Poté si Xzibit splnil svůj dávný sen a založil hudební uskupení s názvem Golden State Project.

### Weapons of Mass Destruction a Full Circle (2004-2006)
Po dvou letech vydává Xzibit album Weapons of Mass Destruction, které vychází na konci roku 2004. O album se producentsky postaral tentokrát sám Xzibit. Za zmínku z tohoto alba stojí songy Hey Now (Mean Muggin) a Crazy Ho. Jako hosté se zde objevili Strong Arm Steady a Busta Rhymes. Album bylo nahráno znovu pod záštitou Columbia Records. Xzibit rovněž účinkoval v pořadu Pimp My Ride na MTV.
Xzibitův život je vskutku zajímavý a ukazuje, jak se další rapper dostal z ulice až na výsluní slávy, kde se díky své tvrdé práci zaslouženě vyhřívá dodnes.
V roce 2006 vydal Xzibit své šesté album Full Circle, a to pod labelem Koch Records. Hlavním producentem alba byl Jelly Roll, na albu hostovali Kurupt, Game nebo T-Pain. Za zmínku stojí singl Concentrate.

### Nezávislé album a finanční úpadek (2009- dodnes)
Pro rok 2011 chystal Xzibit album nazvané "MMX", ovšem datum vydání bylo odloženo na neurčito. Své sedmé studiové album, nakonec s názvem Napalm, vydal po šestileté přestávce. Album debutovalo na 150. příčce se 3 200 prodanými kusy v USA.
Od roku 2009, kdy byla zrušena show Pimp My Ride, čelí Xzibit vážným finančním problémům. Dle úřadů dluží téměř milion dolarů na daních, dvakrát se pokusil vyhlásit bankrot, ale pokaždé to bylo zamítnuto. Jeho kalifornský dům byl zabaven a prodán v aukci za 630 tisíc amerických dolarů.

## Diskografie

### Sólové
| Rok  | Album                                                                           | Nejvyšší umístění v hitparádě | Nejvyšší umístění v hitparádě | Nejvyšší umístění v hitparádě | Nejvyšší umístění v hitparádě | Ocenění                      |
| Rok  | Album                                                                           | US 200                        | US Hip-Hop                    | US Rap                        | CAN                           | Ocenění                      |
| ---- | ------------------------------------------------------------------------------- | ----------------------------- | ----------------------------- | ----------------------------- | ----------------------------- | ---------------------------- |
| 1996 | At the Speed of Life - Vydáno: 15. října 1996 - Vydavatel: Loud, RCA            | 74                            | 22                            | *                             | -                             | US: /                        |
| 1998 | 40 Dayz & 40 Nightz - Vydáno: 25. srpna 1998 - Vydavatel: RCA Rec.              | 58                            | 14                            | *                             | -                             | US: /                        |
| 2000 | Restless - Vydáno: 12. prosince 2000 - Vydavatel: Loud Rec.                     | 12                            | 1                             | *                             | -                             | US: platinové CAN: platinové |
| 2002 | Man vs. Machine - Vydáno: 1. října 2002 - Vydavatel: Loud, Columbia             | 3                             | 1                             | *                             | 8                             | US: zlaté CAN: zlaté         |
| 2004 | Weapons of Mass Destruction - Vydáno: 14. prosince 2004 - Vydavatel: Sony Music | 43                            | 19                            | 11                            | -                             | US: zlaté                    |
| 2006 | Full Circle - Vydáno: 17. října 2006 - Vydavatel: Koch Rec.                     | 50                            | 13                            | 7                             | -                             | US: /                        |
| 2012 | Napalm - Vydá: 9. října 2012 - Vydavatel: Open Bar, EMI                         | 150                           | 21                            | 17                            | -                             | US: /                        |

### Úspěšné singly
- 1996 – Paparazzi
- 1996 – The Foundation
- 1998 – What U See is What U Get
- 2000 – X
- 2004 – Hey Now (Mean Muggin) (ft. Keri Hilson)

## Filmografie
- 2011: Pinkville -
- 2010: Malice n Wonderland – jako Jabberwock
- 2009: Fencewalker -
- 2009: Bad Lieutenant: Port of Call New Orleans / Špatnej polda – jako Big Fate
- 2008: American Violet – jako Darrel Hughes
- 2008: The X-Files: I Want to Believe / Akta X: Chci uvěřit – jako agent Mosley Drummy
- 2006: Gridiron Gang / Gang v útoku — jako Malcolm Moore
- 2006: Hoodwinked / Karcoolka — hlas Chief Grizzly
- 2005: Hra s nevěrou — Dexter
- 2005: XXX: State of the Union — Zeke
- 2004: Def Jam: Fight for NY - jako Xzibit
- 2004: Full Clip — Duncan
- 2004: Strong Arm Steady
- 2002: 8 Mile — Mike
- 2002: G-TV
- 2002: The Country Bears — Xzibit
- 2001: The Wash — Wayne
- 2000: Tha Eastsidaz
- 2000: Up In Smoke Tour
- 1997: Rhyme & Reason — Xzibit